# Церква святих апостолів Петра і Павла (Мушкатівка)
Церква святих апостолів Петра і Павла в Мушкатівці — парафія і храм греко-католицької громади Борщівського деканату Бучацької єпархії Української греко-католицької церкви в селі Мушкатівка Чортківського району Тернопільської области.

## Історія церкви
Перша дерев'яна церква в селі Мушкатівка знаходилася на вулиці Нагорінка. У 1892—1902 роках збудували нову церкву Святих Апостолів Петра і Павла, у будівництві якої брали участь жителі Мушкатівки та Слобідки-Мушкатівської.
З 1946 року Мушкатівська церква і парафія були підпорядковані російському православ'ю. У червні 1991 року парафія і храм знову повернулися в лоно УГКЦ. Це сталося за ініціативи голови Бойківської сільської ради Богданни Ліончук та за підтримки жителів села, які підтвердили своє рішення підписами. Тоді отець Іван Сеньків відслужив молебень до Матері Божої і оголосив про перехід церкви в УГКЦ.
На території села є кілька святинь:
- Каплиця Святого Онуфрія.
- Каплиця Матері Божої біля садиби Петрунелі Прокопів.
- Фігура Матері Божої.
- Каплиця Матері Божої на вулиці Голятина.
- Фігури Святих Апостолів Петра і Павла.
- Також розпочато будівництво каплиці Святого Апостола Юди Тадея.

Поблизу села встановлені пам'ятні хрести:
- Біля садиби Миколи Чорного, встановлений Василем Чернегою та Євгеном Чубаком.
- Біля садиби Фердинанда Германа, встановлений Євгеном Олешуком.
- Через дорогу від церкви, встановлений громадою села.
- Фігура монаха, встановлена Надією Цибрій.

У церкві зберігаються мощі блаженного єпископа Миколи Чарнецького, святого отця Піо, святої Фаустини Філамени, а також мощі священномученика Йосафата.
При парафії діють: братство «Апостольство молитви», спільноти «Матері в молитві» та «Жива Вервиця», Вівтарна дружина і біблійний гурток.

## Парохи
- о. Роман Бондарук (1938—1940),
- о. Всеволод Лещишин (1943—1944),
- о. Василь Білінський (1945—1953),
- о. Дубняк (1953),
- о. Йосип Антків (1953—1963),
- о. Василь Навізівський (1963—1980),
- о. Пелих (1980—1982),
- о. Микола Тивоняк (1982—1983),
- о. Євген Мушинський (1984—1987),
- о. Щиголь (1988—1989),
- о. Іван Сеньків (до листопада 1992),
- о. Володимир Герус,
- о. Анатолій Гаврилевський (з листопада 1992).